# Arytainilla telonica
Arytainilla telonica är en insektsart som beskrevs av Percy 2002. Arytainilla telonica ingår i släktet Arytainilla och familjen rundbladloppor. Inga underarter finns listade i Catalogue of Life.